# Portland Armory
De Portland Armory, officiële naam First Regiment Armory Annex, is een historisch gebouw in het centrum van Portland in de staat Oregon. Het werd in 1891 gebouwd door Multnomah County voor de Oregon National Guard. In 2000 werd het gebouw toegevoegd aan het National Register of Historic Places. Na een grote verbouwing werd het in 2006 heropend als theater.

## Aanleiding
Aan het einde van de 19e eeuw was er aan de Amerikaanse westkust veel aversie tegen de aanwezigheid van grote groepen Chinezen. Er was niet genoeg werk en dit leidde tot spanningen. In sommige steden braken rellen uit waaronder in 1886 in Seattle. Deze rellen escaleerden soms tot een gewelddadig treffen en vernielingen. Het bestuur van Oregon wilde dit voorkomen en nam in mei 1887 een wet aan voor de bouw van versterkte gebouwen in elke plaats met meer dan 10.000 inwoners. In deze gebouwen kon de National Guard oefenen, maar ze waren ook geschikt voor de opslag van wapens en munitie.
In Portland werd voor $ 15.250 grond aangekocht in een industriële wijk, nu in het centrum van de stad. In mei 1887 kreeg aannemer Joseph E. Smith een contract van $ 32.000 voor de bouw van de First Regiment Armory. Deze kwam in januari 1888 in gebruik, maar bleek direct al te klein. Een tweede bouwopdracht werd gegeven voor een bijgebouw, de Annex, om meer ruimte te creëren voor het trainen van de troepen inclusief een schietbaan. De Annex kwam in 1891 gereed. Beide gebouwen hadden een neoromaanse bouwstijl, een robuuste stijl die veelvuldig werd gebruikt in de jaren 1880–1890. De architecten waren McCaw and Martin. Ondanks de mogelijkheden van de wet duurde het tot 1910 voordat een tweede armory werd gebouwd en in 1939 stonden er 19 in Oregon.

## Beschrijving
Het gebouw was rechthoekig van opzet. Het is zo’n 30,5 meter breed en 61 meter lang. Het gebouw telt twee etages en een kleinere zolder. De dak rust op een vakwerk waardoor er geen steunpilaren nodig en van binnen ontstond zo een grote open ruimte niet onderbroken door verticale obstructies. De Annex was lange tijd het enige gebouw van de stad waar grote groepen mensen konden samenkomen onder een dak. Het werd voor diverse andere gelegenheden gebruikt, zoals exposities, conventies, vergaderingen, concerten en politieke bijeenkomsten met Amerikaanse presidenten als Theodore Roosevelt, William Howard Taft en Woodrow Wilson.
In 1968, kocht bierbrouwer Blitz-Weinhard Brewing Company het gehele complex voor iets meer dan Amerikaanse dollar 300.000. De Armory werd gesloopt om plaats te maken voor een parkeerterrein en opslagtanks, maar de Annex bleef behouden en deed dienst als opslagruimte.

## Huidig gebruik
De Annex, nu bekend als Portland Armory, werd in 2000 gekocht door een projectontwikkelaar, Gerding Edlen van Portland. De projectontwikkelaar beloofde het historische karakter van het gebouw te behouden. In het gebouw is nu het Gerding theater gevestigd met zo’n 600 zitplaatsen.